# 神直日神

イザナギの禊ぎによって生まれた神々（『古事記』に基づく） [//upload.wikimedia.org/wikipedia/commons/d/d3/Creation_myths_of_Japan_5.svg SVGで表示（対応ブラウザのみ）

神直日神（かむなおひのかみ）は、日本神話に登場する神である。
穢れを払い、禍（まが）を直す神とされる。
古事記では神直毘神（かむなほびのかみ）と、日本書紀では神直日神（かむなおひのかみ）と記載される。その他、神直備神と記載されることもある。

## 概要
神産みにおいて伊邪那岐命が黄泉から帰って来た際、黄泉の穢れから禍津日神が生まれた。その禍津日神がもたらす禍（災厄）を直すために、直毘神の一柱として生まれた神が神直日神とされる。また、その後、二柱目の神として大直日神が生まれ、最後に伊豆能売が生まれたとされる。

## 考証
折口信夫によると、次のような考証がなされている。。
- ナホビの神はマガツヒの神との対句として発生した表裏一体の神であるとしている。また、直毘神は穢れを祓う神事を行う際の祭主であり、伊豆能売は巫女であるとも考えられる。
- 元来なほるといふ語は、直日の神の「直」と関係のある語で、間違いのあった時に、匡正してくれる神が、直日の神とする。
- 平安朝に入ってからは、直日の神というのは、宴会の神、又は遊芸の神とされる。

## 神直日神・大直日神 を祀る主な神社
- 警固神社 　福岡県福岡市中央区天神
- 櫻井神社(糸島市)　福岡県糸島市志摩桜井
- 直日神社　福岡県直方市日吉町
- 早吸日女神社　大分県大分市大字佐賀関
- 西寒多神社　大分県大分市寒田
- 出羽神社 三神合祭殿 境内 大直日神社	山形県鶴岡市羽黒町
- 五泉八幡宮	　新潟県五泉市宮町
- 鵜戸神宮 境内 九柱神社		宮崎県日南市大字宮浦
- 伊蘇乃佐只神社		鳥取県八頭郡八頭町安井宿字宮ノ後
- 大原神社 境内 桜井神社		島根県邑智郡邑南町日貫
- 野間神社 神門		愛媛県今治市神宮字杉ノ下甲
- 神部神社		山梨県甲州市塩山上萩原
- 大縣神社 境内 解除社		愛知県犬山市宮山
- 坐摩神社 境内 相殿神社		大阪府大阪市中央区久太郎町
- 伊久刀神社		兵庫県豊岡市日高町赤崎字家ノ上
- 綾戸國中神社		京都府京都市南区久世上久世町
- 厳島神社		広島県廿日市市宮島町
- 石上神宮 境内 七座社		奈良県天理市布留町

など